# 鳥井峠
鳥井峠（とりいとうげ）は、新潟県東蒲原郡阿賀町と福島県耶麻郡西会津町の境界にある峠である。標高199メートル。

## 概要
新潟県阿賀町から福島県西会津町へかけての越後山脈上にある峠。国道49号が経由している。国道49号に平行して会津地方と新潟県を結んでいる磐越西線、磐越自動車道はこの峠を経由せず、磐越西線は阿賀野川近くを経由し、磐越自動車道は鳥井峠南方の山地をトンネル（県境は黒森山トンネル）で通過している。

## 沿革

### 近世
江戸時代、本峠は陸奥国会津若松（当時の会津藩勢力の地域）と越後国新発田（当時の新発田藩勢力の地域）を結ぶ越後街道が経由していた。これは、当時新発田藩、村上藩の参勤交代に利用されるなどしており、当時定められた会津五街道に選定されるなど重要な街道であった。本峠は越後街道の難所のひとつとされ、越後からは干物や塩などの産物とそれに対して会津からも越後に出ていく産物が本峠経由で運ばれていたとされる。

### 近代、現代
その後、明治時代に入ると、当時の福島県令三島通庸の政策により会津三方道路の事業が行われる。この事業では、鳥井峠付近を経由していたものの、旧来の鳥井峠を通らなかったとされる。第二次世界大戦後に至ると、本格的な自動車交通の時代が訪れる。当時、一級国道国道49号に指定されたが、依然現在の旧道を経由していた。しかし、その後昭和40年代の国道49号一次改良で現在の峠北側を経由するルートに改良され、変更された。また、1971年（昭和46年）10月25日に県境 (232m) で国道49号一次改良の開通式が行われた。

## 国道49号
現道は、福島側から徐々に旧道の北側を登り、緩やかなカーブと鳥井大橋などで峠へ至り、新潟側に下る。これは前述のように昭和40年代の国道49号の一次改良で改良された後の経路である。福島県側西会津町の宝坂地区においてJR東日本磐越西線の徳沢駅への道路で、国道459号と連絡する福島県道384号徳沢宝坂線への分岐がある。国道459号は、国道49号と対照的に県境付近では阿賀川、阿賀野川沿いの経路が指定されている。

### 構造物

#### 新宝川橋
- 竣工 : 1968年（昭和43年）
- 長さ : 82.9m
  - 主径間 : 27.0m
- 幅員 : 8.5m
- 構造 : 3径間鋼単純活荷重合成鈑桁橋[3]

#### 鳥井大橋
- 竣工 : 1968年（昭和43年）12月
- 延長 : 115m
  - 主径間 : 42.0m
- 幅員 : 8.5m
- 構造 : 3径間鋼連続鈑桁橋
- 車線 : 片側1車線（上下線合計2車線）[4]
  - 郡山国道事務所により、本橋付近のライブカメラが配信されている[5]。

### 旧道
前述の通り、旧道が現道の南側を経由する。旧道は福島県側から、国道49号分岐後に白坂集落を経て、さらに宝川集落を通る。その後、一度国道49号現道に合流する。そして、再び現道から分岐し、九十九折を繰り返し峠へ上る。峠から下ると旧道は八ツ田集落を経由し、国道49号現道に合流する。
近年は、特に峠付近において、樹木が生い茂り道路の荒廃が進んでいたが、2008年より旧道の再整備が進んでいる。